# 泉 (海老名市)
泉（いずみ）は、神奈川県海老名市の地名。現行行政地名は泉一丁目および二丁目。住居表示実施済区域。

## 地理
市内北部、相模川左岸の相模平野平地に位置する。地内は工場やオフィスビルなどが大半を占め、南北の周縁部に住宅地がある。
西から北にかけて下今泉、北で上今泉、東で国分北、南で扇町、南西で上郷とそれぞれ接する（いずれも海老名市）。
地内東側に一丁目、西側に二丁目が所在する。

### 面積
面積は以下の通りである。
| 丁目     | 面積（km2） |
| -------- | ----------- |
| 泉一丁目 | 0.06        |
| 泉二丁目 | 0.21        |
| 計       | 0.27        |

### 河川
- 相模川左岸幹線用水路
- 中央排水路

## 歴史
当地はもともと大字上郷・上今泉・下今泉の各町域が入り組んでいた場所で、住居表示実施により一つの町に統一された。

### 沿革
- 2017年（平成29年）2月13日 - 大字上郷・大字上今泉・大字下今泉の各一部で住居表示が実施、泉一丁目・二丁目成立。

### 町名の変遷
| 実施後   | 実施年月日    | 実施前                           |
| -------- | ------------- | -------------------------------- |
| 泉一丁目 | 2017年2月13日 | 大字上郷・大字上今泉             |
| 泉二丁目 | 2017年2月13日 | 大字上郷・大字上今泉・大字下今泉 |

## 世帯数と人口
2023年（令和5年）1月1日現在（海老名市発表）の世帯数と人口は以下の通りである。
| 丁目     | 世帯数    | 人口    |
| -------- | --------- | ------- |
| 泉一丁目 | 443世帯   | 1,152人 |
| 泉二丁目 | 1,169世帯 | 2,959人 |
| 計       | 1,612世帯 | 4,111人 |

### 人口の変遷
国勢調査による人口の推移。
| 年                | 人口  |
| ----------------- | ----- |
| 2020年（令和2年） | 2,453 |

### 世帯数の変遷
国勢調査による世帯数の推移。
| 年                | 世帯数 |
| ----------------- | ------ |
| 2020年（令和2年） | 958    |

## 学区
市立小・中学校に通う場合、学区は以下の通りとなる（2022年12月時点）。
| 丁目     | 番地 | 小学校               | 中学校               |
| -------- | ---- | -------------------- | -------------------- |
| 泉一丁目 | 全域 | 海老名市立今泉小学校 | 海老名市立今泉中学校 |
| 泉二丁目 | 全域 | 海老名市立今泉小学校 | 海老名市立今泉中学校 |

## 事業所
2021年（令和3年）現在の経済センサス調査による事業所数と従業員数は以下の通りである。
| 丁目     | 事業所数 | 従業員数 |
| -------- | -------- | -------- |
| 泉一丁目 | 9事業所  | 288人    |
| 泉二丁目 | 32事業所 | 5,164人  |
| 計       | 41事業所 | 5,452人  |

## 交通
JR相模線が一丁目東端を通るが、駅はない。最寄駅は小田急小田原線・相鉄本線・JR相模線海老名駅。

### バス
- 神奈川中央交通
  - 海01・海09系統：海老名駅西口行・愛川バスセンター（愛川町役場）行（内陸工業団地経由または桜台経由）

### 道路
主要地方道
- 神奈川県道46号相模原茅ヶ崎線 - 二丁目西端を北東から南西へ走る。
- 神奈川県道51号町田厚木線 - 46号と重複。

## 施設
泉一丁目
- ローソン・スリーエフ海老名駅東店
- タイムズカーレンタル海老名駅西口店
- 上郷第一児童公園[10]
- 上郷自治会境地区集会所

泉二丁目
- リコーテクノロジーセンター
- マクドナルド海老名上郷店
- らあめん花月嵐下今泉店
- NKC能力開発センター
- 東京電力海老名変電所